# إسباني (إيطاليا)
اسباني هي بلدة وقرية في مقاطعة ساليرنو في منطقة كامبانيا والتي تقع في جنوب غرب إيطاليا.

## منطقتها الجغرافية
إسبانيهو هي بلدة على قمة تل بجانب ساحل سيلينتان، وتقع البلدة في جنوب سيلينتو، وعلى بعد بضعة من الكيلومترات من سابري، وبوكيلاسترو وفيلامار. وهي تعتبر من حدود بلدية مع سنتا مارينا وفيبونتي والتي تعول اثنين من القرى الصغيرة وهي (فرازيوني): كابتيلو التي تقع قبال البحر وسان كريستوفورو الواقعة على التل.

## تاريخها
تعود أولى الآثار الموثقة للسكان في حدود منطقة بلدية مينيسوبول إلى الفترة النورماندية في جنوب إيطاليا، وبعد بناء قلعة في عام 1055 من قبل الملك روجر الأول (التي اختفت الآن إلى حد كبير). ويعود وجود الأراغون بالإضافة إلى ابراج المراقبة إلى النصف الثاني من القرن السادس عشر، وكان هدفها منع أي اعتداءات من قبل قراصنة ساراسين، ومثل باقي المباني التي شيدت من قبل جيتا في ريجيو كالابريا.
بهدف الهروب من غارات القراصنة والملاريا، حيث انسحب السكان بشكل دوري باتجاه المناطق النائية، متسلقين على طول التلال شديدة الانحدار حيث تقع اليوم مدينتي إسباني وسان كريستوفورو.
اما في القرن السادس عشر، استقر الكونتس كارافا ديلا سبينا في قرية كابيتيلو هربًا من بوليكاسترو التي انتشر فيها المرض.
ويظهر اسم إسباني في وثيقة من فترة نائبي الملك تتعلق بتعليق توضيحي للغرفة الملكية في نابولي على النهب الذي قام به القرصان دراغوت باشا. وبعد أن نهب بوليكاسترو المجاورة، والتي قام بتدمير وإضرام النيران في قرية إسباني التي كانت في عام 26 من نوفمبر وكان عدد سكانها حوالي 1557 مائة نسمة حيث نجا عشرون شخصا فيها فقط. اما في التعداد السكاني لمملكة نابولي تظهر اعداد النسمات في إسباني 40 نسمة فقط من عام 1595، وثم زادت في عام 1614 مع 70 نسمة وفي عام 1660 نقص عددهم إلى 50 نسمة، واما في عام 1790 كان هناك 671 نسمة.
مع ظهور مملكة إيطاليا، أكدت انها كانت بلدية المدينة فقط خلال الفترة الفاشية، ومع اندماج بلديتي إسباني وسانتا مارينا إذ كان مقر بلدية بوليكاسترو. وبهاذ ومنذ ولادة الجمهورية الإيطالية تم توحيد المدن الثلاث إسباني وكابيتيلو وسان كريستوفورو تحت كيان إداري واحد.

## الثقافة المدينة وفعاليتها
وكان سان نيكولا دي باري هو راعي إسباني، والذي تحتفل بذكراه في 6 ديسمبر. واما للمهرجان الرئيسي للبلاد فهو 16 أغسطس على شرف سان روكو.
وكان القديس أنطونيو هو الراعي لكابيتيلو، وعلى شرفه يتم إعداد موكب في 13 يونيو بمباركة الخبز المصنوع منزليًا.
راعي سان كريستوفورو هو القديس كريستوفر، إذ يحتفل به في 25 من يوليو من كل عام؛ وفي هذه المناسبة يتم تنفيذ البركة التقليدية للمركبات.
اما في شهر أغسطس في سان كريستوفورو، تتم إعداد طبق "Sagra della Cuccìa"، مع تذوق طبق كوتشا، وهو طبق سيلينتو نموذجي مصنوع من البقوليات المطبوخة بشكل منفصل ثم يتم تقديمها مع شريحة من الخبز، والتي تتطلب تحضير الوجبة عدة ساعات. وبهذه المناسبة يتم تنظيم موكب من الفتيات المرتديات للملابس الريفية التقليدية.